# 常山公主 (唐太宗)
常山公主（?—?），姓李，名不详。中国唐朝唐太宗李世民第二十女，常山公主生年在贞观七年（633年）、八年（634年）左右，母不明，没有嫁人就在唐高宗显庆年间（656年—661年）去世了。墓葬不详。